# Anochetus targionii
Anochetus targionii är en myrart som beskrevs av Carlo Emery 1894. Anochetus targionii ingår i släktet Anochetus och familjen myror. Inga underarter finns listade i Catalogue of Life.